# Nemertea
Nemertea là một ngành động vật không xương sống gồm các loài được gọi là giun ruy băng hay giun vòi. Các tên đồng nghĩa bao gồm Nemertini, Nemertinea và Rhynchocoela. Mặc dù đa số có kích thước nhỏ hơn 20 cm, nhưng đã có một cá thể được ước tính là có chiều dài bằng 54 m, khiến nó trở thành động vật dài nhất từng được phát hiện từ trước đến nay. Cơ thể của chúng nhớt, thường chỉ rộng vài cm, một số ít loài có cơ thể rộng nhưng ngắn.

## Lịch sử
Năm 1555, Olaus Magnus viết về một loại giun biển dài 17,76 mét (58,3 ft) ("40 cubit"), chiều rộng bằng chiều rộng cánh tay trẻ con, và khi chạm vào thì làm tay sưng lên. William Borlase năm 1758 có viết về một "giun biển dài", và 1770, Gunnerus mô tả chính thức loài này, dưới tên Ascaris longissima. Danh pháp chính thức của nó hiện nay, Lineus longissimus, được đặt vào năm 1806 bởi Sowerby. Năm 1995, tổng cộng 1.149 loài được mô tả và chia vào 250 chi. Danh pháp đồng nghĩa gồm Nemertini, Nemertinea và Rhynchocoela.